# Deroplia albida
Deroplia albida là một loài bọ cánh cứng trong họ Cerambycidae.